# Adolfo López Mateos
Adolfo López Mateos (Atizapán de Zaragoza, Estado de México, 26 de mayo de 1909-Ciudad de México, 22 de septiembre de 1969) fue un abogado y político mexicano que se desempeñó como presidente de México del 1 de diciembre de 1958 al 30 de noviembre de 1964.
Aunque poco se sabe con certeza de sus orígenes, fue hijo de Elena Mateos y nació entre 1908 y 1910. La versión oficial que él mismo difundió y que actualmente es la más desacreditada, indica que nació en Atizapán de Zaragoza el 26 de mayo de 1910 y que su padre fue Mariano Gerardo López, quien oficialmente murió en 1915, pero los registros indican que habría muerto en 1904.
Fue bibliotecario, orador, amante del boxeo y practicante asiduo de la caminata en su juventud. Durante la campaña presidencial de José Vasconcelos, el futuro presidente López Mateos puso a las órdenes del candidato sus cualidades oratorias. Tras la represión a partidarios vasconcelistas hizo un viaje a Guatemala para ponerse a salvo. A su regreso, comenzó a incursionar en la política. Se recibió de abogado en 1934 por la Universidad Nacional Autónoma de México. Fue profesor y director, entre 1944 y 1946, del lugar donde efectuó su secundaria y el bachillerato, el Instituto Científico y Literario Autónomo (ICLA), hoy Universidad Autónoma del Estado de México, y posteriormente senador por el Estado de México de 1946 a 1952. Asimismo, se le encomendaron diversas labores referidas a la educación y a la diplomacia en la década de  1940. Ocupó el puesto de secretario del Trabajo en el sexenio de Adolfo Ruiz Cortines, ejerciéndose como tal de 1952 a 1957, fecha en la que se le designa candidato presidencial por el Partido Revolucionario Institucional. Triunfó en las elecciones sobre el candidato panista Luis H. Álvarez. López Mateos, al ser elegido gobernante de México en 1958, se convirtió en el segundo presidente nacido en el siglo XX y en el segundo en llegar a la presidencia a los 49 años de edad.
Durante su administración se crearon el ISSSTE y del Museo Nacional de Antropología. También se nacionalizó la industria eléctrica. Su gobierno se caracterizó por una política de equilibrio entre las fuerzas conservadoras y las progresistas. Durante su gobierno, el dirigente campesino Rubén Jaramillo fue asesinado por el ejército. A pesar de este y otros episodios de represión, López Mateos gozó de gran popularidad. 
Una fulminante enfermedad cerebral multinfarto por aneurismas cerebrales múltiple lo llevó a la tumba en 1969, a la edad de 60 años, tras cinco años de haber dejado la presidencia y haber permanecido en coma durante dos años. Junto con Lázaro Cárdenas y Ruiz Cortines, suele ser clasificado como uno de los presidentes mexicanos más populares del siglo XX.

## Versiones contradictorias sobre su nacimiento
Según la versión oficial, Adolfo López Mateos nació en el número 11 de la avenida Juárez en el pueblo de San Francisco Atizapán, hoy Ciudad López Mateos, municipio de Atizapán de Zaragoza en el Estado de México, aunque también se difundió el rumor de que había nacido en Patzicía, Guatemala, la tarde del miércoles 26 de mayo de 1909, mientras sus padres se encontraban de vacaciones por el lugar. Dichas especulaciones posteriormente le traerían problemas y se volverían un arma de doble filo que utilizarían sus enemigos en contra de su carrera al rebatir que no había nacido en México, en contra de lo estipulado por el artículo 82 de la Constitución Política de los Estados Unidos Mexicanos, el cual señalaba que aquellas personas que aspiraran a la presidencia de México deben haber nacido en México.
El 10 de agosto de 1946 un excandidato a senador, llamado Adolfo Manero, entregó a la Oficialía Mayor de la Cámara de Senadores y a la Procuraduría General de la República los expedientes en los que demostraba que López Mateos nació en Guatemala.[cita requerida] Manero entregó la copia de un acta de nacimiento guatemalteca que dice que Carlos Adolfo López Mateos nació en Patzicía, Departamento de Chimaltenango, Guatemala. También entregó varias declaraciones juradas de testigos que aseguraban que López Mateos no había nacido en el Estado de México, sino en Guatemala.
Siete días más tarde, el 17 de agosto de 1946, López Mateos contestó entregando otros documentos que supuestamente comprobaban que sí era mexicano. Entregó una fe de bautismo expedida en Zacatecas a nombre de su padre, la copia de su inscripción al Instituto Científico y Literario del Estado de México, su acta de matrimonio (donde aparece como originario del Distrito Federal) y su cédula de filiación como empleado de la Secretaría de Hacienda. Sin embargo, López Mateos no entregó el documento más importante que habría aclarado todo sobre su origen: un acta de nacimiento mexicana expedida a su nombre (como ya se ha dicho, esta acta hubiera revelado que era hijo natural y que había nacido en la Ciudad de México). Además, en sus documentos se encontraron datos que no concordaban. La fe de bautismo dice "Mariano Francisco", cuando en todos los demás papeles aparece como "Mariano Gerardo", y el acta de nacimiento señala que nació en 1908, además del documento de la Secretaría de Hacienda, que dice que fue en 1908.[cita requerida]
Hay, por otra parte, una constancia de la Universidad Nacional Autónoma de México donde se establece que estuvo inscrito en la Escuela Nacional Preparatoria entre 1923 y 1926, pero no su título de bachillerato, ni el de abogado.[cita requerida]
El 29 de agosto de 1946, la Primera Comisión Revisora de Credenciales de la XL Legislatura de la Cámara de Senadores resolvió que los documentos de Manero no eran concluyentes, así que López Mateos era mexicano por nacimiento, hijo de padres mexicanos por nacimiento. Esa decisión impulsó la carrera política de López Mateos, le abrió la puerta para que doce años más tarde fuera presidente. Sin embargo, en el dictamen, la Comisión agregó un apartado muy interesante, que dice:
Suponiendo sin conceder que López Mateos hubiese nacido fuera del territorio nacional, se aplicará el artículo 1 de la Ley de Extranjería y Naturalización del 28 de mayo de 1886, que dice que "será mexicano todo extranjero que tenga un hijo mexicano y no desee conservar su nacionalidad anterior."[cita requerida]
Las investigaciones más recientes han sacado a la luz un acta de nacimiento original, en la que consta que nació en la Ciudad de México y que fue hijo natural de Elena Mateos. El Dr. Mariano Gerardo López murió el 12 de marzo de 1904, horas antes del nacimiento de Rafael Fernando, en cuya acta de nacimiento consta que era hijo suyo, aunque una carta de Gonzalo de Murga lo incluye entre sus hijos. Rafael Fernando murió en 1905. Tanto Esperanza como Adolfo fueron registrados como hijos naturales, aunque documentos no oficiales atribuyen su paternidad al español Gonzalo de Murga.

## Juventud

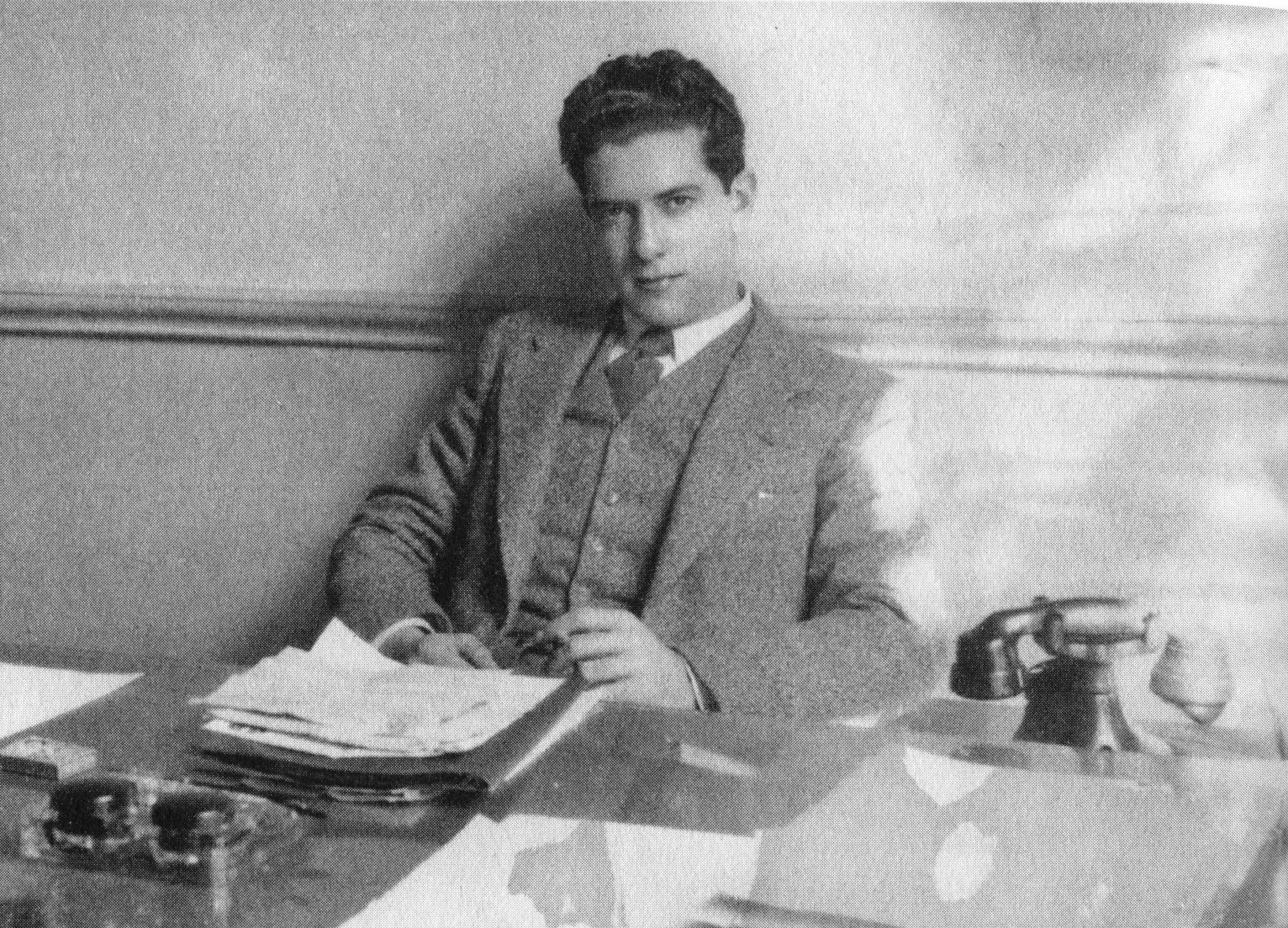
Adolfo López Mateos, c.1920.

López Mateos fue el menor de los cinco hijos –Mariano José (1900), Elena de los Ángeles (1901), Rafael Fernando (1904) y Esperanza (1907) de Elena Mateos. Los primeros fueron hijos de su esposo, el Dr. Mariano Gerardo López Sánchez, con quien se había casado en 1899. El Dr. Mariano Gerardo López era cirujano dentista tlaltenanguense. Elena Mateos Vega trabajaba como profesora, era amante de la ópera y poetisa, autora incluso de un libro de poemas titulado Corazón de cristal. Elena Mateos descendía de una familia de liberales del siglo XIX entre los que destacan el abuelo del futuro presidente, el magistrado y luchador liberal José Perfecto Mateos Lozada; el periodista Francisco Zarco, el escritor Juan A. Mateos y el liberal Ignacio Ramírez "El Nigromante".[cita requerida] Asimismo, la familia Mateos tiene parentesco con el cinefotógrafo y director de fotografía mexicano Gabriel Figueroa, quien fue primo hermano de Adolfo.
Elena Mateos viuda de López y sus hijos se enfrentaron a una difícil situación económica. Desprovista de medios monetarios para la manutención de su familia, Elena Mateos se desempeñó como directora de un orfanato situado cerca de la Tlaxpana. Con el sueldo que obtenía de su empleo y con el apoyo económico que le proporcionaba su primogénito, la joven Elena Mateos pudo sacar adelante a sus hijos. Sin embargo, el peculio que poseía no era suficiente para pagar los estudios de todos sus vástagos. Por ello, Adolfo cursó la primaria en el Colegio Francés, dirigido por los Hermanos Maristas, a merced de una beca que le fue proporcionada por la Fundación Rafael Dondé. En ese tiempo, aunque estaba desprovista de medios económicos, Elena Mateos y sus hijos asistían puntualmente a la ópera.
En el Colegio Francés, Adolfo fue aplicado y siempre llevó una buena conducta. Ahí tuvo por maestro a Luis Donateur. Esa institución fue el escenario de sus primeros sueños, de sus inquietudes deportivas. Jugando fútbol y practicando el boxeo con algunos de sus condiscípulos, López Mateos concluyó su educación primaria obteniendo buenas calificaciones. Amigo fiel y leal, amable y simpático; en el Colegio Francés hizo sus primeras amistades, muchas de las cuales lo acompañaron siempre durante su ascendente carrera política. Desde pequeño, López Mateos acostumbraba a hacer largas excursiones a pie en compañía de sus dos primeros amigos Quirino Díaz Reynoso y Luis Macedo, a los que se les conoció como “Los Tres Mosqueteros”, por ser inseparables. Viviendo con su familia en la colonia Santa María en la capital, se cuenta que en una de sus largas caminatas por el centro, cierto día se detuvo hojeando libros en un antiguo almacén y depósito. Alguien le ofreció trabajo y el joven Adolfo aceptó. La paga era de cinco pesos a la semana, mismos que le daba a su adorada madre Elena Mateos. En la librería “Selfa” de las calles de 5 de mayo, empezaría su contacto y afición por los libros, la cual cultivó toda su vida.
Entre 1923 y 1925, López Mateos estudió de manera irregular en la Escuela Nacional Preparatoria. En 1926, viviendo en Toluca, continúa sus estudios de secundaria y bachillerato en el famoso Instituto Científico y Literario de Toluca, dirigido por el enérgico sobrino de José Vasconcelos, Eduardo Vasconcelos Pérez. Ahí, para costearse sus estudios, buscó que lo nombraran bibliotecario. Durante esta etapa no se distinguió como un alumno brillante. Muchas de las materias que presentó fueron salvadas mediante exámenes extraordinarios, o como se estilaba a decir entonces, a título de suficiencia. No es de extrañarse su distracción pues, el joven López Mateos, amaba demasiado la oratoria, el campismo y el amor. Pese a que durante esta época mostró poco interés por el estudio, con su energía e inteligencia se ganó el afecto de varios profesores, entre ellos el del licenciado Enrique González Aparicio (1890-1940), quién lo aceptó como pasante en su bufete y más tarde le consiguió un empleo en la Editora Popular, donde Adolfo reforzó su gusto por la lectura.

## Aficiones deportivas: boxeo y caminata
Le gustaba el boxeo, pero su afición predilecta era la caminata. En tiempos de estudiante y aún años después, subía al Nevado de Toluca y recorría a pie, todos los sábados, a veces por falta de dinero para costear el transporte público; el trecho de México a Toluca para visitar a su madre, a su novia y para comentar con sus amigos el desarrollo político y social del estado. Sus caminatas sabatinas a ese estado le valieron el mote de “El Toluca”. Desde joven, López Mateos empezó a destacarse en actividades deportivas con las frecuentes excursiones y caminatas que organizaban un grupo de jóvenes que más adelante lo llevarían a la realización de una hazaña mayor. Teniendo dieciséis años, Adolfo se unió a un grupo de estudiantes andariegos que se hacían llamar "Club de exploradores EIME" (ahora ESIME). Abanderados por el presidente Plutarco Elías Calles y portando como insignia un banderín con el nombre de México sobre los colores de la bandera guatemalteca, el de Guatemala sobre los colores de la bandera mexicana y las siglas de EIME al calce, el 20 de noviembre de 1926, los exploradores de EIME partieron a pie desde el Zócalo de la Ciudad de México hasta Guatemala, arribando setenta días después, a fines de enero de 1927, a la Ciudad de Guatemala. Tras aquella proeza, a Adolfo lo apodaron “El Guatemala”. Por esa época, el joven López Mateos había llamado la atención de sus maestros por su gran talento y preparación cultural, desempeñándose como catedrático de literatura e historia en el instituto toluqueño, donde conoció a su admirado José Vasconcelos, quien al igual que Antonio Caso, representaba las corrientes humanistas que los jóvenes de esos tiempos habían tomado como modelo a seguir.

## Destacado orador
Además de consagrase como un destacado deportista, López Mateos poseía cualidades de orador. Las incidentales aventuras que tuvo López Mateos como maestro rural en Almoloya o en las brigadas educativas de alfabetización gratuita, estaban estrechamente vinculadas con su vocación de orador. El periódico El Universal creó en 1926 los famosos concursos anuales de oratoria que eran el sueño de todo estudiante de preparatoria o jurisprudencia. Estos convocaban a los inquietos alumnos de ese tiempo educados en el Ateneo de la Juventud y en la Universidad Nacional, entre los que sobresalían Salvador Azuela, Héctor Pérez Martínez, Rafael Heliodoro Valle, Xavier Villaurrutia, Jaime Torres Bodet y Salvador Novo. En el tercer Campeonato de Oratoria del Distrito Federal, efectuado en el salón El Generalito de la Escuela Nacional Preparatoria el 20 de mayo de 1929, reveló su vocación el joven estudiante de preparatoria de dieciocho años, Adolfo López Mateos. En el certamen tuvo que competir con varios oradores brillantes, tales como Enrique Ramírez Ramírez y Guillermo Islas Leal. Sin embargo, después de deliberar, el jurado declaró triunfante a López Mateos, quien pronunciara durante el concurso “Venimos a juzgar ahora, señores, la obra de la Revolución, pero no debemos hacerlo con el espíritu como con la palpitación del sentimiento”. El frenesí de Adolfo llegó en junio de ese mismo año, cuando participó en otro certamen de oratoria. “Su voz era robusta, su ademán expresivo. Lanzaba sus metáforas con pleno dominio. Sabía como provocar el entusiasmo del auditorio” comentaba Alejandro Gómez Arias, el mayor experto en oratoria de la época. Aunque aparentemente por la decisión arbitraria de los jueces a López Mateos se le dio el segundo lugar, sus compañeros lo pasearon en hombros. “Estaba ya preparado, fogueado, para hacer suyas las mejores causas”.

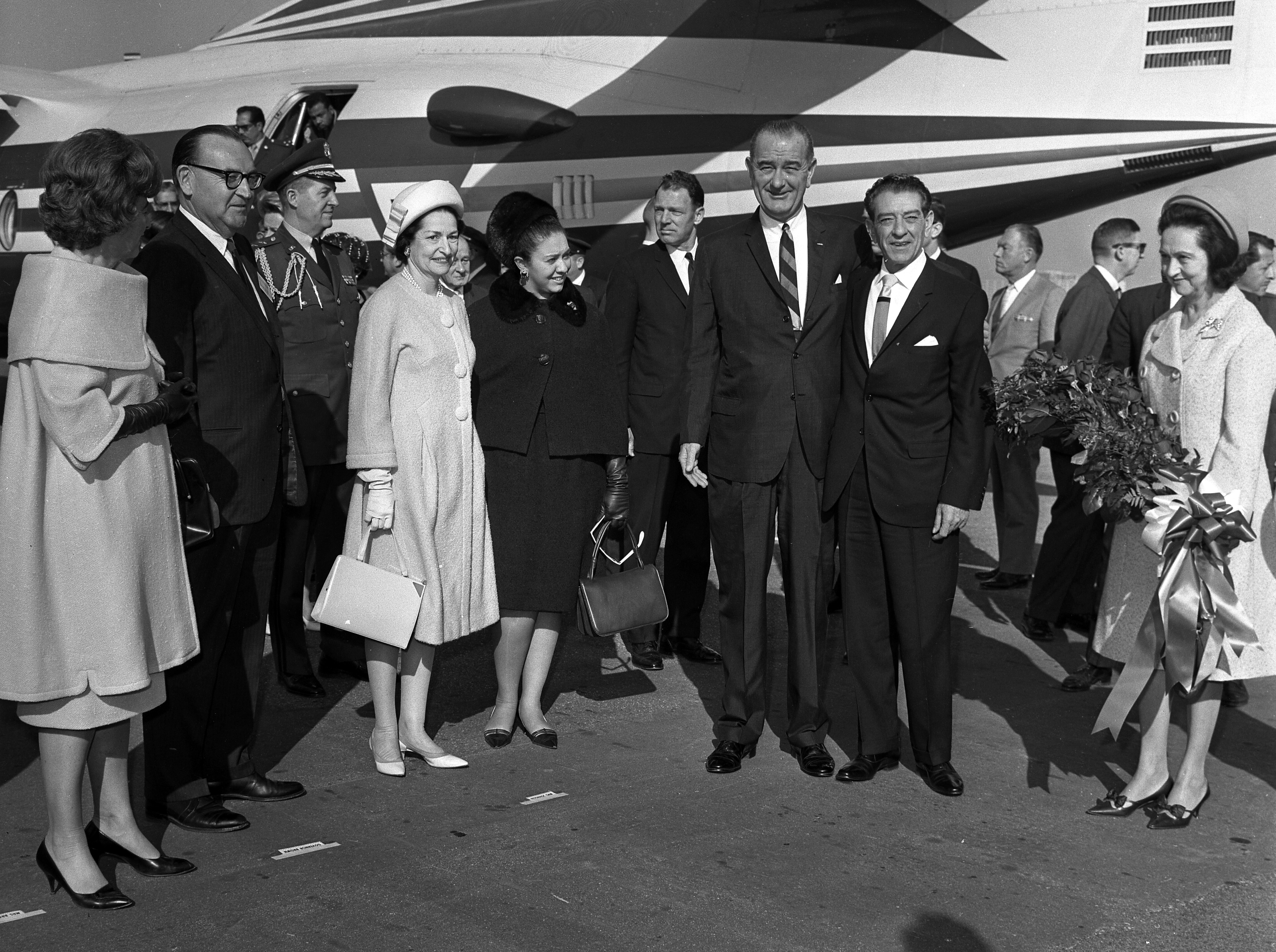
El presidente Adolfo López Mateos con el presidente de los Estados Unidos Lyndon B. Johnson, en febrero de 1964.

“En el amor, como en el mar, se naufraga; seré yo como un náufrago en el inmenso mar de tu amor”, le declaraba Adolfo al oído o por carta a su novia Celestina Vargas Bervera, quién se derretía al oírlo. Setenta años después recordaba lo guapo que era, las modulaciones de su voz y aquella sonrisa perfectamente preciosa, aquella carcajada de hombre limpio que tenía. En los primeros años de su vida, Adolfo López Mateos descubrió sus aficiones de la vida: la oratoria, la caminata, los amoríos; en general, la bohemia y la bonhomía. Su don de gentes le abriría camino en la política y su carácter lo llevaría a ser presidente de la República Mexicana. En 1929, López Mateos se afilió a la campaña presidencial del licenciado José Vasconcelos, donde puso sus dotes oratorias al servicio de la causa. Como otros jóvenes de su tiempo, Adolfo leyó la novela Sasha Yegulev de Andréyev y se identificó con la tragedia que se narra sobre el joven que da su vida por transformar a su patria. López Mateos formó parte del directorio estudiantil del Comité pro Vasconcelos y fue representante del Estado de México en la Convención Antirreeleccionista. Valiente y combativo, durante la campaña vasconcelista se subía a una caja de refrescos y peroraba ante los obreros: “Peligra la patria, solo Vasconcelos puede salvarla”. Cuando su amigo Germán del Campo fue asesinado por los pistoleros del PNR, López Mateos estaba a punto de experimentar el fatídico destino de Sasha Yegulev. El mismo Vasconcelos lo reconocería años más tarde, “Desde entonces recuerdo con precisión que no se ha borrado de mi mente la cabeza vendada, la noble cabeza de un joven que en aquel momento simbolizaba la patria entera: era la cabeza de Adolfo López Mateos”. Hay quienes aseguran que a causa de aquel fortísimo golpe que recibiera el joven futuro presidente, se le desencadenaron los frecuentes dolores de cabeza que padeció a lo largo de su vida, mismos que lo llevarían a la tumba en 1969.

## Decepcionado de las elecciones de 1929 se va a Guatemala
Tras las elecciones del 17 de noviembre de 1929, donde resultó triunfante el ingeniero Ortiz Rubio, y después de la inmediata represión a partidarios vasconcelistas; temiendo por su vida y decepcionado por el fracaso, López Mateos partió a Guatemala, donde residió por una breve temporada. No se sabe a ciencia cierta lo que hizo en Guatemala o de qué vivió. Se afirma que trabajó como asistente para el general Jorge Ubico, presidente de Guatemala. Aparentemente, Adolfo ejerció por un tiempo el periodismo en Tapachula, Chiapas. Pasada la amarga lección que sufrió en las elecciones, López Mateos regresó a México en 1930 y se matriculó en la Escuela de Economía de la Universidad Nacional Autónoma de México, fundada por Daniel Cosío Villegas dentro de la Facultad de Jurisprudencia. Con una brillante tesis titulada “Delitos en contra de la economía política”, Adolfo López Mateos se recibió como abogado. Empezó pronto a litigar en asuntos agrarios y campesinos en la efímera Unión de Estudiante pro Obrero y Campesino (UEPOC), cursó varias materias como "asistente provisional" de economía y se aseguraba que se recibió de abogado.

## Protegido de Isidro Fabela y senador de la República
En 1941, fue elegido director de educación extraescolar y estética en la SEP. Desempeñando ese cargo, asistió a una comida en el Instituto Científico y Literario, donde pronunció un discurso que impresionó a uno de sus asistentes: Isidro Fabela Alfaro. Don Isidro era el hombre fuerte del estado, por ende, gozaba de influencias. Un “dedazo” de Fabela hizo que López Mateos quedara de director de dicha institución. Tras un par de años al frente del Instituto, nuevamente por influencias de Fabela, López Mateos se convirtió en candidato a la senaduría federal suplente por el Estado de México. Al ser nombrado Fabela embajador de México en la Corte Internacional de La Haya, López Mateos se enfiló hacia la senaduría que dejó vacante don Isidro, iniciando de esta forma una carrera política en ascenso. En 1946, López Mateos se convirtió en senador de la república. Durante el desempeño de dicho cargo, Adolfo asistió a conferencias y comisiones internacionales, destacando como orador en la reunión de la UNESCO en el año de 1947, acudió a la junta de cancilleres en los Estados Unidos y encabezó la delegación mexicana en la reunión de ECOSOC teniendo sede en Ginebra.

## Presidente de México (1958 – 1964)
En 1946, cuando Miguel Alemán Valdés asumió la presidencia de la República, Isidro Fabela fue elegido senador por el Estado de México y López Mateos quedó como suplente. Al ser nombrado Fabela representante mexicano en el Tribunal Internacional de La Haya, López Mateos ocupó su lugar en la Cámara Alta y lo ostentó hasta 1952. Fungió como coordinador de la campaña electoral de Adolfo Ruiz Cortines para la presidencia de la República; por lo que al triunfar, Ruiz Cortines le comisionó la Secretaría del Trabajo y Previsión Social.
Para el 17 de noviembre de 1957, el Partido Revolucionario Institucional postuló a López Mateos como candidato a la presidencia de la República. Con 6 767 754 votos a favor, Adolfo López Mateos se convirtió en el nuevo presidente de México. La ceremonia de entrega y recepción de la banda presidencial se efectuó en el Palacio de Bellas Artes el 1 de diciembre de 1958.

### Gabinete presidencial
Durante su presidencia integró su gabinete con notables mexicanos: Javier Barros Sierra, en Obras Públicas; Antonio Ortiz Mena al frente de la Secretaría de Hacienda, cuando México alcanzó un crecimiento de 6.7 por ciento anual; la excepción fue nombrar como secretario de Gobernación a Gustavo Díaz Ordaz: entonces hubo represión al movimiento ferrocarrilero. En esos tiempos se colocaba a intelectuales con prestigio moral al frente de la Secretaría de Educación Pública, siendo en esta ocasión Jaime Torres Bodet.

#### Política gubernamental

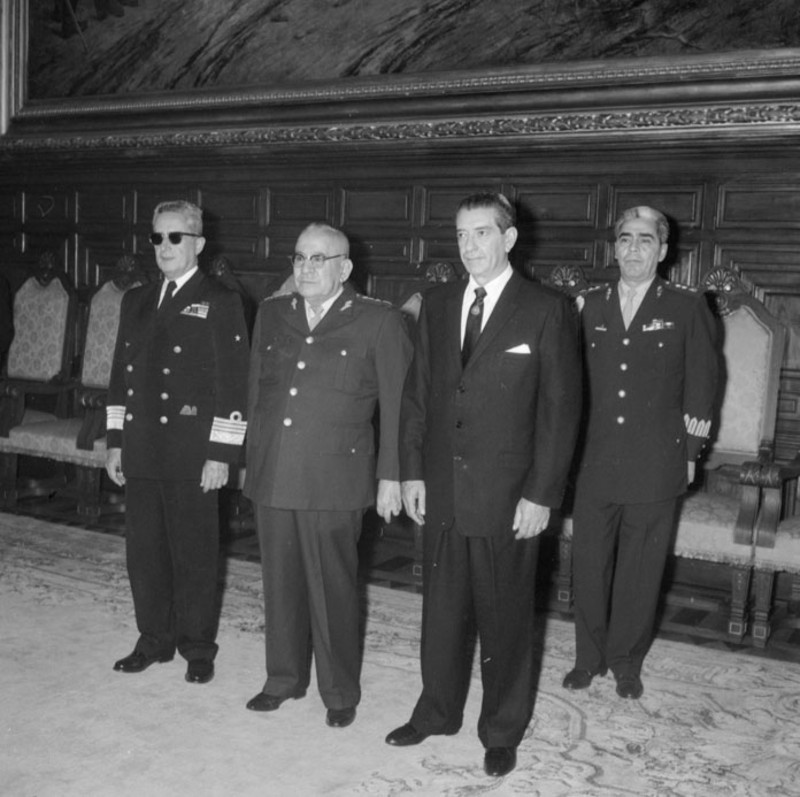
Adolfo López Mateos con Agustín Olachea y Manuel Zermeño Araico durante salutaciones de año nuevo con marinos, en enero de 1962.

- El movimiento ferrocarrilero de Demetrio Vallejo

En febrero de 1959 continuaban las rebeliones y movilizaciones de los ferrocarrileros y el gobierno procedió a encarcelar a los dirigentes. Estos, en marzo, efectuaron una huelga en el sistema ferroviario del país que se extendió a los Ferrocarriles del Pacífico y Mexicano. A finales de ese mes, los líderes fueron aprehendidos y despidieron a gran número de ferrocarrileros. Entre los detenidos estaba el secretario general del Sindicato de Ferrocarrileros: Demetrio Vallejo el cual fue encarcelado en el Palacio de Lecumberri.
- La represión contra los maestros

En abril de 1959, con el argumento de que se había alterado la paz pública, líderes obreros, estudiantiles, magisteriales y ferrocarrileros fueron recluidos en el Palacio de Lecumberri. Entre los delitos que se les adjudicaron estaba el de “disolución social”. El Movimiento Revolucionario del Magisterio (MRM) y el movimiento ferrocarrilero habían sido liquidados mediante represiones violentas de parte del Estado.
- Asesinato político de Rubén Jaramillo

Lo mismo sucedió con el antiguo líder agrario Rubén Jaramillo y su familia, (esposa encinta y tres hijos) quienes fueron sacados de su casa por una partida militar y un grupo de policías judiciales y asesinados el 23 de mayo de 1962 en las ruinas de Xochicalco, Morelos porque Jaramillo atacaba a la política gubernamental. Eso fue lo que se informó oficialmente en esa época.

#### Política social
Se creó el Instituto de Seguridad y Servicios Sociales de los Trabajadores del Estado (ISSSTE), que sustituyó a la Dirección General de Pensiones, para proporcionar atención médica, pensiones, jubilaciones y otros servicios a los empleados del sector público. Esta Institución aún subsiste.

#### Política económica
El país tenía problemas económicos; entre ellos el déficit en la balanza comercial, es decir, las compras en el exterior superaban a las ventas. Por lo anterior, el 27 de septiembre de 1960 se nacionalizó la industria eléctrica y fue creado el organismo descentralizado denominado "Compañía Mexicana de Luz y Fuerza" o Compañía de Luz y Fuerza. Así, la generación de electricidad, hasta entonces controlada por empresas extranjeras como The Mexican Light and Power Co., pasó a manos del gobierno. Además, se decretó el derecho del trabajador sobre una parte de las ganancias. También se estableció que los trabajadores recibieran un aguinaldo a finales de cada año. Este se recibiría con base en los días trabajados. Durante su mandato la economía estuvo en auge gracias al secretario de hacienda Antonio Ortiz Mena.

#### Política educativa y cultural

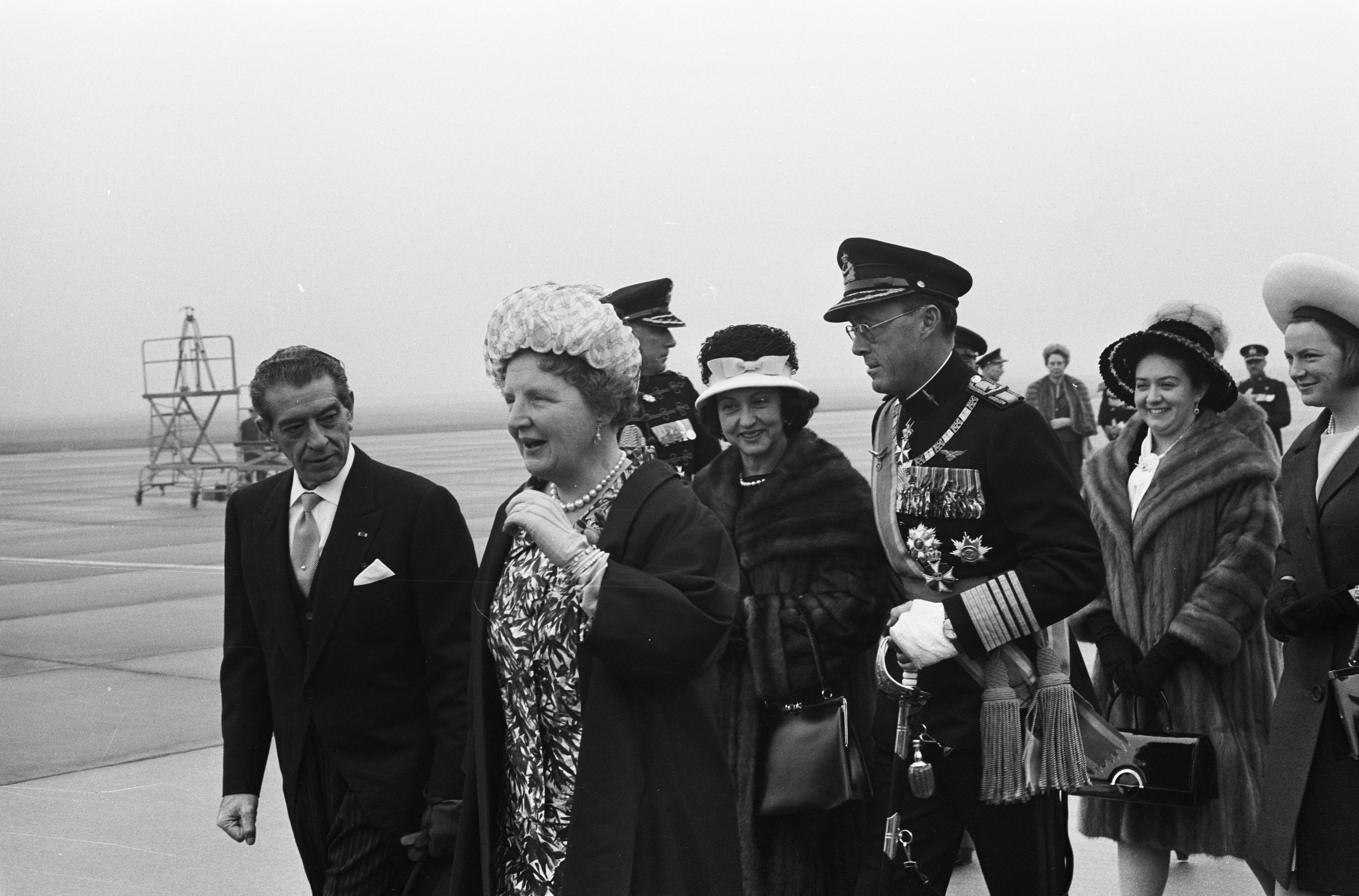
El presidente Adolfo López Mateos con la reina Juliana de los Países Bajos en 1963.

Durante su sexenio, el secretario de Educación Pública fue Jaime Torres Bodet y el oficial mayor, Mario Aguilera Dorantes. En ese periodo, se inauguraron el Museo Nacional de Antropología, en Chapultepec; el Museo del Virreinato en el Convento de Tepotzotlán; el Museo de la Ciudad de México, el Museo de Arte Moderno y el Museo de Historia Natural. En 1959 se creó la Comisión Nacional de Libros de Texto Gratuitos (Conaliteg), encargada de publicar los libros de texto para los alumnos de educación primaria del país.
Los libros de texto aseguraban la eficiencia de la educación laica y gratuita, pero sobre todo buscaban consolidar la igualdad y el derecho a la educación pública con base en el magisterio, textualmente considerado por el presidente como un ejército de evangelizadores laicos en permanente lucha contra la ignorancia. Entonces era semejante el nivel de aprovechamiento en escuelas públicas y privadas.
Además se libraron batallas campales contra los conservadores, con apoyo del magisterio y de la esposa del presidente, por la defensa de la educación pública y laica. La maestra Eva Sámano de López Mateos mostró gran capacidad de mediación política al neutralizar a los conservadores de la época. Ella  colaboró en conjunto con su marido en la política educativa, ella se ocupó personalmente de la creación del Instituto Nacional de Protección a la Infancia, el antecedente del DIF actual, y tuvo la idea de los desayunos escolares en las escuelas públicas, que por decreto y hasta la fecha elevaron los niveles nutricionales de la niñez mexicana.
Otro hecho importante fue el surgimiento de la revista Política en octubre de 1961, que con la participación de personalidades políticas y culturales tuvo una amplia popularidad.

#### Obras públicas
Entre otras obras públicas, se construyó el Centro Hospitalario 20 de Noviembre del ISSSTE, y unidades habitacionales como el Conjunto Urbano Nonoalco Tlatelolco o el Conjunto Habitacional Unidad Independencia en la delegación Magdalena Contreras, así mismo los cuatro primeros edificios de la unidad profesional de Zacatenco del Instituto Politécnico Nacional. También se modernizaron aeropuertos, redes telefónicas, telegráficas y de comunicaciones. El ferrocarril Chihuahua-Pacífico conectó el norte del país con la costa del Pacífico. Fue interventor del Banco Nacional Obrero y, desde 1933 hasta 1943, de Fomento en los Talleres Gráficos de la Nación y en 1962 inauguró la autopista México-Puebla que reducía el trayecto de entre 3 a 4 h (que se hacía por la antigua carretera federal) a solo 2 horas (en la nueva carretera de cuota 150D).

### Política exterior

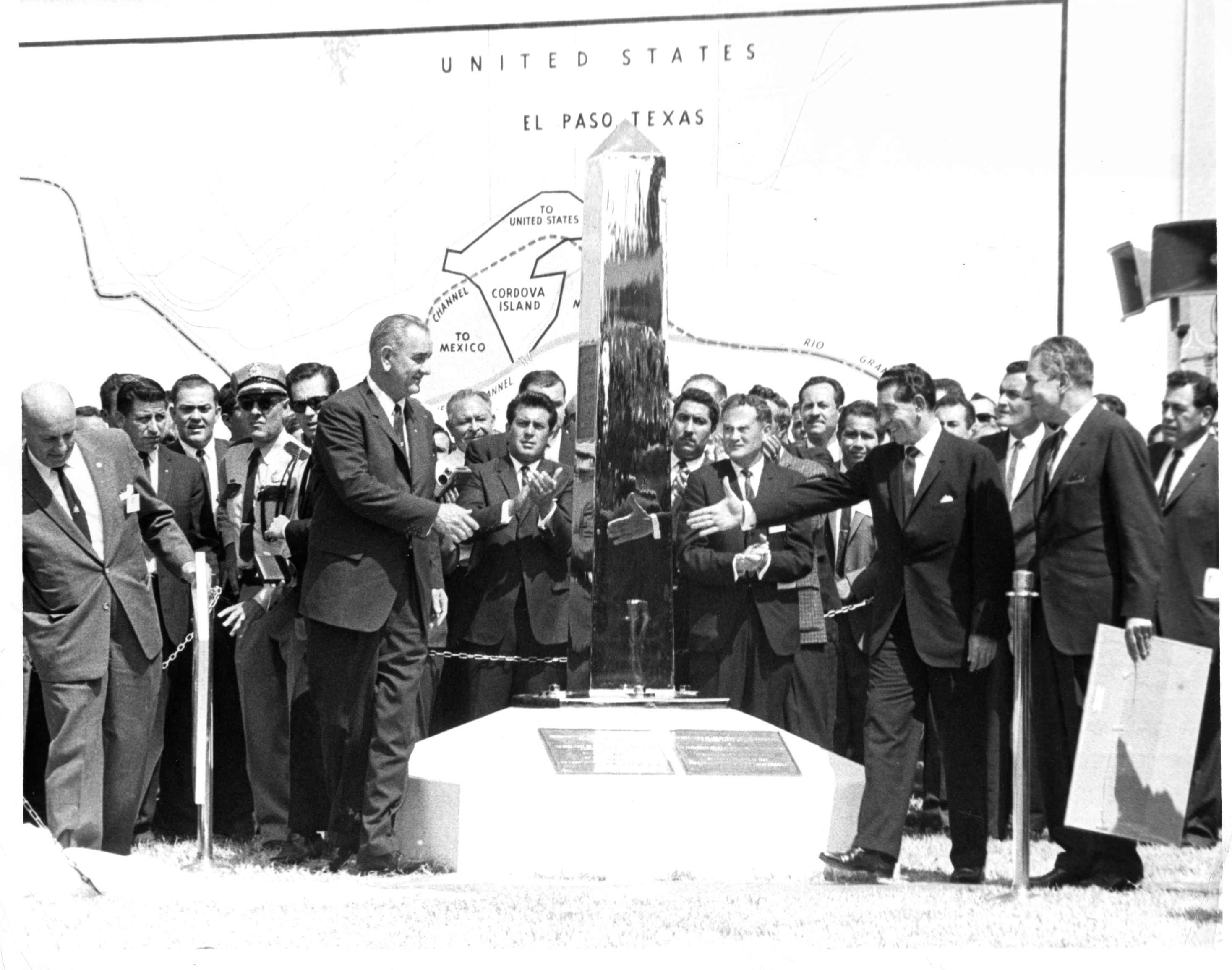
Con el presidente estadounidense Lyndon B. Johnson (izquierda) develando la nueva demarcación de la frontera tras la devolución del Chamizal en 1964.

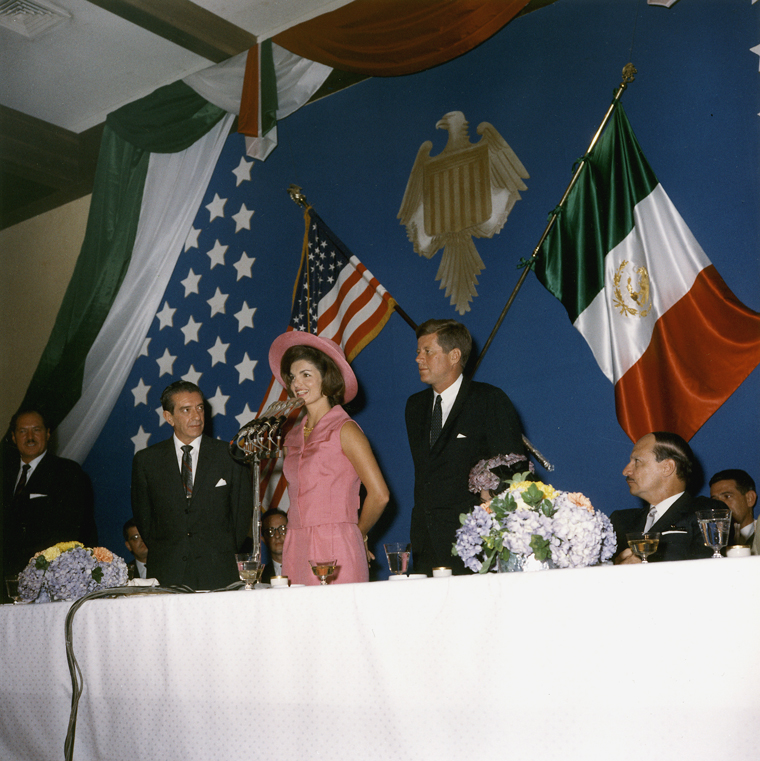
Adolfo López Mateos junto a la primera dama Jacqueline Kennedy y el presidente John F. Kennedy, en la visita que este último realizó a México en 1962.

El mandatario realizó visitas oficiales a Estados Unidos, Canadá, Alemania, Francia, Chile, Indonesia, Filipinas, Japón, India y Belice entre un sinfín de países. Además promovió al país ante el Comité Olímpico Internacional cuando en 1963 obtuvo en Lausana, Suiza, la sede para que en la Ciudad de México tuvieran lugar las XIX Olimpiadas, en el año de 1968. Rompió relaciones diplomáticas con Guatemala, debido al ataque aéreo de esta nación a México, cuando una flotilla de aviones del ejército guatemalteco acribilló a unas embarcaciones de pescadores originando la muerte de cinco de ellos. Por esta acción México estuvo a punto de declarar la guerra a Guatemala.[cita requerida]
En 1962, México declaró que la política de Cuba era “ajena a las aspiraciones y valores de los pueblos latinoamericanos”.
Luego de que el gobierno de López Mateos había negociado con John F. Kennedy la devolución a México de El Chamizal, territorio devuelto a México por alteraciones en el cauce del Río Bravo, el presidente de los Estados Unidos visitó la ciudad de México en 1962, siendo esta una de las más destacadas visitas de un mandatario estadounidense a México.

## Fallecimiento

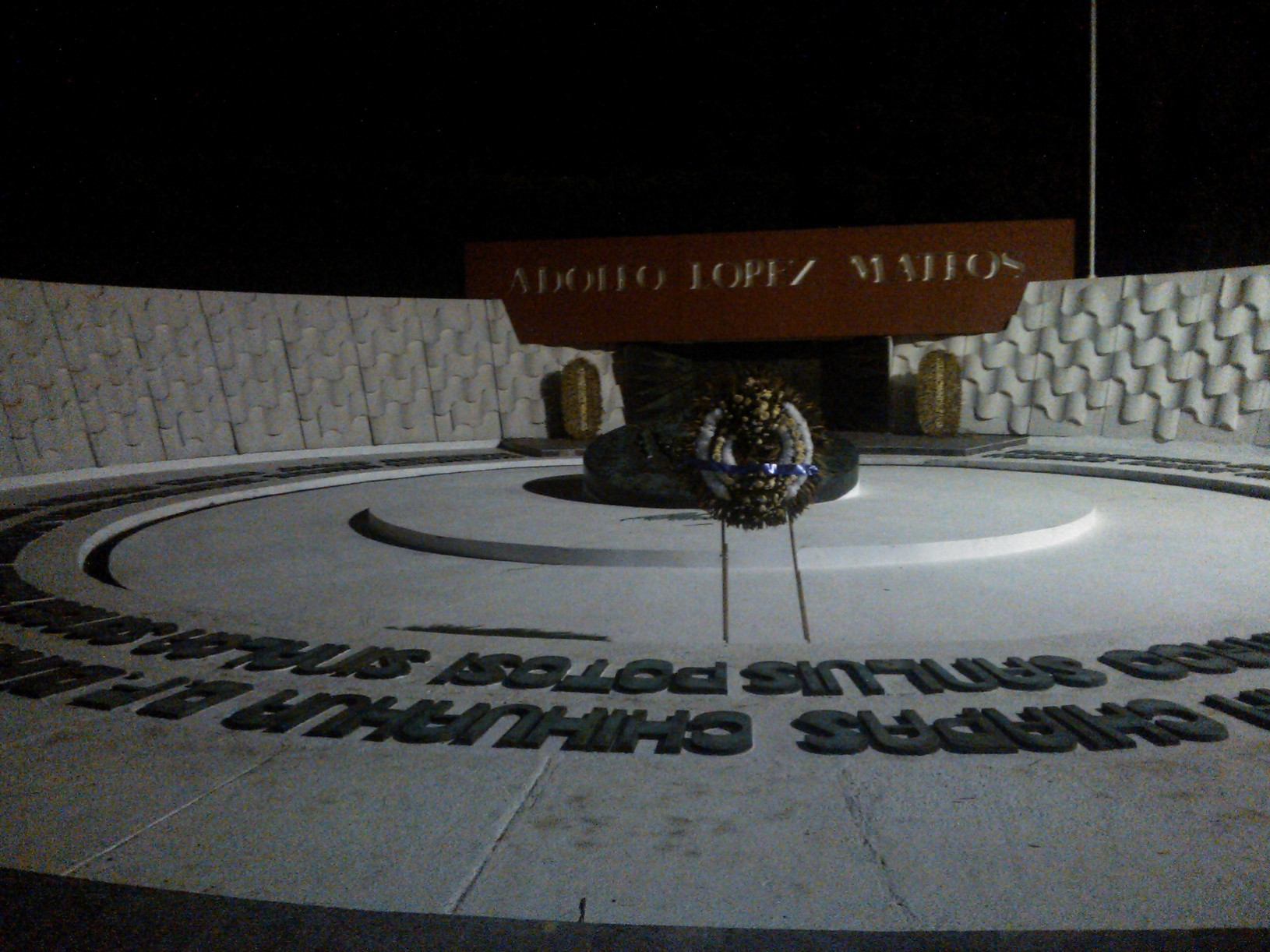
Mausoleo donde reposan los cadáveres de Adolfo López Mateos y el de su esposa.

Tiempo después de haber dejado la presidencia, López Mateos fue invitado por el presidente Gustavo Díaz Ordaz para presidir el Comité Organizador de los XIX Juegos Olímpicos en la Ciudad de México. Renunció al cargo ya que en 1965 le sobrevino un ataque cerebral. Sus médicos de cabecera habían atribuido los intensos dolores a un caso agudo de migraña, pero esta vez los neurólogos Patricio Beltrán Goñi y Gregorio González Mariscal corrigieron el diagnóstico: se trataba de un aneurisma cerebral.
Pidieron la presencia de su maestro, el doctor neurocirujano James Leonard Poppen, de la Lahey Clinic en Boston, quien operó a López Mateos en el Sanatorio Santa Fe de la Ciudad de México el 26 de noviembre de 1965. López Mateos tenía siete aneurismas cerebrales.
La inmovilización de su cuerpo avanzó con rapidez. Pronto perdió el habla a causa de una traqueotomía, y llegó a ser necesario el uso de aparatos ortopédicos. Durante dos años vivió en estado vegetativo, por muerte cerebral, recibiendo asistencia mecánica de tipo ventilatorio. Murió el 22 de septiembre de 1969 en Ciudad de México. Fue sepultado en el Panteón Jardín de la misma ciudad. Años después, el presidente Carlos Salinas de Gortari mandó exhumar sus restos para que fueran depositados en un monumento erigido en su honor en Atizapán de Zaragoza, Estado de México.

## Familia
Perteneció a la misma familia que Ignacio Ramírez, Juan Antonio Mateos y Francisco Zarco.